# Feuillet embryonnaire

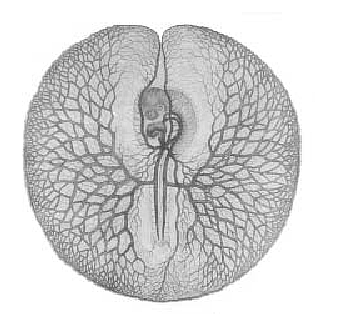
Croquis d'un embryon de poulet, tiré des Contributions à la croissance du poussin dans l’œuf, de Chr.-H. von Pander.

Un feuillet embryonnaire est un groupe de cellules produit durant l'embryogenèse des métazoaires. Cette notion a été introduite en 1828 par Chr.-H. von Pander (1794-1865) et K.-E. vo Baer pour expliquer les analogies qu'ils avaient mises en évidence dans le développement pré-natal de différentes espèces animales.

## Observations anatomiques
Lors de la formation de l'embryon, les cellules s'organisent en feuillets de cellules, qui se distinguent les uns des autres durant la gastrulation : le feuillet extérieur s'appelle alors ectoderme, et le feuillet intérieur, endoderme. Chez les métazoaires diploblastiques ou diblastiques, il n'y a que ces deux feuillets, séparés par une matrice extracellulaire hydratée appelée mésoglée. Chez les métazoaires triploblastiques ou triblastiques, le feuillet intermédiaire forme un véritable tissu appelé mésoderme. Chacun de ces feuillets a pour rôle de constituer les organes du futur individu :
Chez les mammifères, chaque feuillet aura une destinée différente :
- l'endoderme produit le tube digestif et ses glandes annexes (pancréas) ;
- le mésoderme produit les muscles, le squelette, les vaisseaux sanguins ;
- l'ectoderme produit l'épiderme et le système nerveux.

Une partie des muscles et du squelette de la tête provient de l'ectoderme via les cellules de la crête neurale  : on parle alors de mésectoderme.

## Mise en place
À la fin de la  segmentation, les cellules de l'embryon forment une petite sphère creuse indifférenciée nommée blastula. S'il peut y exister une différenciation cellulaire, il n'est pas encore possible de distinguer les feuillets. Cependant, à ce stade l'appartenance des cellules à l'un ou à l'autre est souvent prédéterminée. C'est la phase de gastrulation qui va mettre en place les couches de cellules et former les feuillets. Là aussi les modalités sont très différentes selon les lignées animales. Elle peut être simple, les trois couches de cellules se mettant en place en une seule étape comme pour les amphibiens, ou en deux comme pour les mammifères. Finalement, les couches de cellules se seront disposées de manière concentrique autour de l'axe antéropostérieur.

## Évolution ultérieure

### Chez les animaux diploblastiques
Après la gastrulation, les deux feuillets subiront une faible évolution pour former quelques organes simples. Les deux feuillets ne s’interpénètreront pas. Chez l'adulte, les deux couches restent séparées par la mésoglée, une couche fibreuse acellulaire. Même si des cellules peuvent migrer depuis les deux couches pour la coloniser, elle ne formera jamais un feuillet à part entière.

### Chez les animaux triploblastiques
Les choses sont radicalement différentes. La couche intermédiaire va subir un grand développement. Elle va s’interpénétrer largement les deux autres feuillets et beaucoup d'organes vont avoir une origine mixte, principalement méso/ectodermique. Des cellules vont migrer pour coloniser d'autres endroits de l'organisme elle va déterminer dans une grande mesure la morphologie de l'animal, participant à la construction de structures complexes. Chez les vertébrés, les muscles, les  os, le système circulatoire sont pour leur grande majorité des dérivés du mésoderme, la métamérisation est gouvernée par le mésoderme.
Les chordés sont caractérisés par une différenciation supplémentaire de l'ectoderme : le neuroectoderme (parfois vu à tort comme un quatrième feuillet) va se former par invagination de l'ectoderme dorsal. Il va former un tube sous ectodermique : le tube neural, à l'origine du système nerveux. Parallèlement, les crêtes neurales vont se former. Ce sont deux petits amas cellulaires de part et d'autre du tube neural qui sont à l'origine du système nerveux périphérique mais aussi, en envoyant des cellules migrer dans tout l'organisme, participer à la formation de nombreuses cellules telles que les glandes surrénales.
Chez les  triploblastiques, à l'âge adulte, les trois feuillets ne sont plus discernables comme des couches cellulaires différentes.